# When Calls the Heart
When Calls the Heart is een Canadees-Amerikaanse western-dramaserie gebaseerd op de boeken van Janette Oke en naar scenario door Michael Landon Jr.. De serie werd voor het eerst uitgezonden op 11 januari 2014 op het Amerikaanse Hallmark Channel.
De serie debuteerde oorspronkelijk als een twee uur durende pilotaflevering in 2013. In deze aflevering speelt Maggie Grace de rol van Elizabeth Thatcher. Ook Lori Loughlin is te zien als Abigail Stanton, die tevens een vaste rol kreeg in de serie.

## Plot
De serie volgt het levensverhaal van de jonge Elizabeth Thatcher, die het rijke en vertrouwde leven achter zich laat en besluit om zichzelf te bewijzen als onderwijzeres in een kleine voorlinieplaats in Canada.

## Verhaal
Elizabeth komt in 1910 terecht in Coal Valley, een dorp in West-Canada dat zijn bestaan dankt aan de plaatselijke kolenmijn. Elizabeths aankomst verloopt moeilijk, en ze is genoodzaakt les te geven in de saloon. Hier ontmoet ze Mountie Jack Thornton die denkt dat Thatchers rijke vader hem gebruikt om zijn dochter te beschermen en hij vraagt directe overplaatsing aan. Jack ziet langzaam in dat Elizabeth anders is, en besluit te blijven.
Na een ernstig ongeluk wordt de kolenmijn gesloten. Het dorp wordt hernoemd naar Hope Valley en ondernemer Lee Coulter opent een houtzagerij voor nieuwe banen. Er komt een school waar op zondag de kerkdienst wordt gehouden. Langzaam groeit het dorp met nieuwe mensen die hun intrek in Hope Valley nemen. De liefde tussen Jack en Elizabeth groeit uiteindelijk uit tot een huwelijk. Kort daarna komt Jack tijdens een missie om het leven. Ondanks het grote verlies van Jack blijkt Elizabeth zwanger te zijn.
Na de geboorte van Elizabeths zoon, baby Jack, doet de telefoon zijn intrede in Hope Valley. De lokale kroeg wordt overgenomen door de mysterieuze Lucas Bouchard. Henry Gowen vindt na enkele proefboringen olie. Hij probeert zijn oliebedrijf van de grond te krijgen, maar de zaken verlopen niet geheel vlekkeloos. Nadat een oliegeiser ontploft, helpt iedereen mee om deze te dichten.
Nathan Grant, de nieuwe mountie in het dorp, arriveert samen met zijn nichtje. Lucas en Nathan proberen beide de aandacht van de alleenstaande Elizabeth te trekken, die het lastig vindt een keuze te maken tussen beide heren. Elizabeth vraagt zich af of ze klaar is om opnieuw verliefd te worden. Lucas probeert Elizabeth te overtuigen om haar boek te publiceren. Ook de familie Canfield neemt zijn intrek in het dorp en vader Joseph wordt gevraagd als nieuwe pastoor.
Met de komst van een potentiële investeerder groeien de problemen rond Gowens oliebedrijf. Ondanks dat Elizabeth een andere kant van Lucas ziet, maakt ze zich zorgen om haar relatie met hem. De nieuwe burgemeester van Hope Valley organiseert een week met festiviteiten, en Bill bedenkt een plan om Wyman Walden achter de tralies te krijgen. Nadat de investeerders de kolenmijn willen heropenen neemt Henry drastische maatregelen.
Vlak voor de geboorte van Goldie, de baby van Lee en Rosemary, worden er onverwacht warmwaterbronnen ontdekt. Deze blijken positief uit te pakken voor het toerisme in Hope Valley. Bill raakt al snel gesteld op Madeleine, die vooral interesse toont in zijn ongebruikte land. Na de koop vertrekt ze plots, waarna Bernhardt Montague wil gaan bouwen op het stuk grond. Langzaam worden Montagues werkelijke plannen duidelijk. Lucas wil gouverneur Balfour proberen te overtuigen. In het proces maakt Lucas naam en een nieuwe carrière als gouverneur lijkt voor hem dichterbij dan ooit. Elizabeth staat nu voor de moeilijke keuze om Hope Valley voorgoed te verlaten.
Nadat Lucas wordt neergeschoten is een dader al snel gevonden. Bill en Rosemary vertrouwen het niet en gaan op onderzoek uit. Lucas maakt zich sterk voor de bouw van een vakantieoord, maar krijgt onverwacht bezoek van een oude vriendin. Zowel Nathan en Elizabeth als Hickam en Mei verkennen hun romantische gevoelens.
Terwijl Lucas en Lee zakelijke onenigheid krijgen over het natuurpark, werken Bill en Rosemary opnieuw samen in een onderzoek naar gestolen munten. De nieuwste rages in het dorp zijn stripboeken en de Charleston. De jonge cadet Oliver komt onder de hoede van Nathan. Elizabeths zoon Jack wordt plots ziek, ze moet alles in het werk stellen om een medicijn te vinden.

## Afleveringen
| Seizoen                                          | Afleveringen                                     | Uitgezonden vanaf |
| ------------------------------------------------ | ------------------------------------------------ | ----------------- |
| 1                                                | 12                                               | 11 januari 2014   |
| 2                                                | 7                                                | 25 april 2015     |
| "New Year's Wish" (kerstspecial)                 | "New Year's Wish" (kerstspecial)                 | 26 december 2015  |
| 3                                                | 8                                                | 21 februari 2016  |
| "Christmas" (kerstspecial)                       | "Christmas" (kerstspecial)                       | 25 december 2016  |
| 4                                                | 10                                               | 19 februari 2017  |
| "The Christmas Wishing Tree" (kerstspecial)      | "The Christmas Wishing Tree" (kerstspecial)      | 25 december 2017  |
| 5                                                | 10                                               | 18 februari 2018  |
| "The Greatest Christmas Blessing" (kerstspecial) | "The Greatest Christmas Blessing" (kerstspecial) | 25 december 2018  |
| 6                                                | 9                                                | 24 februari 2019  |
| "Home for Christmas" (kerstspecial)              | "Home for Christmas" (kerstspecial)              | 25 december 2019  |
| 7                                                | 10                                               | 23 februari 2020  |
| 8                                                | 12                                               | 21 februari 2021  |
| 9                                                | 12                                               | 6 maart 2022      |
| 10                                               | 12                                               | 30 juli 2023      |
| 11                                               | 12                                               | 7 april 2024      |
| 12                                               | 12                                               | 5 januari 2025    |

## Rolverdeling
- Erin Krakow als Elizabeth Thornton-Thatcher
- Daniel Lissing als Jack Thornton (seizoen 1-5)
- Lori Loughlin als Abigail Stanton (seizoen 1-6)
- Martin Cummins als Henry Gowen
- Jack Wagner als Bill Avery
- Pascale Hutton als Rosemary Coulter-LeVeaux
- Kavan Smith als Leland Coulter (seizoen 2-)
- Andrea Brooks als Faith Carter (seizoen 2-)
- Paul Greene als Carson Shepherd (seizoen 4-8)
- Chris McNally als Lucas Bouchard (seizoen 6-)
- Kevin McGarry als Nathan Grant (seizoen 6-)
- Viv Leacock als Joseph Canfield (seizoen 8-)
- Hrothgar Mathews als Ned Yost
- Loretta Walsh als Florence Yost-Blakeley
- Erica Carroll als Dottie Ramsey
- Johannah Newmarch als Molly Sullivan
- Mark Humphrey als Frank Hogan
- Gracyn Shinyei als Emily Montgomery
- Ben Rosenbaum als Michael 'Mike' Hickam
- Aren Buchholz als Jesse Flynn
- Eva Bourne als Clara Flynn-Stanton
- Kayla Wallace als Fiona Miller
- Amanda Wong als Mei Sou
- Brooke Shields als Charlotte Thornton
- Niall Matter als Shane Cantrell
- Josie Bissett als AJ Foster
- Stefanie von Pfetten als Madeleine Saint John
- Melissa Gilbert als Georgie McGill

## Varia
- Fanatieke fans van de serie noemen zichzelf hearties.[1]
- Jaarlijks wordt er in de VS een fandag gehouden onder de naam Hearties Family Reunion.
- De opnames voor de film uit 2013 startten al in 2008. Vanwege de financiële crisis in die tijd werd een tv-serie uitgesteld en bijna niet in productie genomen.
- Het fictieve dorpje Hope Valley werd eind 2013 gebouwd op de Jamestown Movie Set, vlak bij Langley en ten zuidoosten van Vancouver.
- Het vijfde en zesde seizoen van de tv-serie was tot eind 2024 te bekijken op videodienst Netflix.[2]

## Spin-off
Op 30 augustus 2019 startte een spin-off van de serie, genaamd When Hope Calls. De serie volgt de personages Lillian en Grace die in een kerstaflevering van When Calls the Heart werden geïntroduceerd. Het verhaal over de zussen, die als weeskinderen zijn opgegroeid, speelt zich af in 1916 in het West-Canadese dorpje Brookfield. Van de serie is slechts een seizoen opgenomen en uitgezonden.